# Сан-Северо
Сан-Северо (італ. San Severo) — місто та муніципалітет в Італії, у регіоні Апулія,  провінція Фоджа.
Сан-Северо розташований на відстані близько 250 км на схід від Рима, 140 км на північний захід від Барі, 30 км на північний захід від Фоджі.
Населення — 54 302 особи (2014).
Щорічний фестиваль відбувається в понеділок після третьої неділі травня. Покровитель — Madonna del Soccorso.

## Демографія
Населення за роками:

Станом на 1 січня 2023 року в муніципалітеті офіційно проживало 1900 іноземців з 62 країн, серед них 778 громадян країн Євросоюзу та 103 громадяни України.

## Сусідні муніципалітети
- Апричена
- Фоджа
- Лучера
- Риньяно-Гарганіко
- Сан-Марко-ін-Ламіс
- Сан-Паоло-ді-Чивітате
- Торремаджоре